# Anisozyga semilineata
Anisozyga semilineata là một loài bướm đêm trong họ Geometridae.